# Luton Castle
Luton Castle waren zwei Burgen in der Stadt Luton in der englischen Grafschaft Bedfordshire.

## Burg aus dem 12. Jahrhundert
Im Jahre 1139 wurde eine hölzerne Motte in Luton errichtet und 1154, nach einem Waffenstillstand, wieder abgerissen.

## Burg aus dem 13. Jahrhundert
Eine weitere Burg wurde an einer anderen Stelle in der Stadt 1221 errichtet, aber 1224 oder 1225 wieder abgerissen. Erdwerke und eine damit zusammenhängenden Vorburg blieben zunächst erhalten, wurden aber später entfernt.
2002 wurden Ausgrabungen durchgeführt, wobei ein Graben mit steilen Wänden entdeckt wurde.
Heute steht an dieser Stelle das Matalan, ein Mode-Discount. Von der Burg sind keinerlei Überreste erhalten.